# Литовченко, Никита Васильевич
Никита Васильевич Литовченко (1918—1992) — советский и российский учёный, доктор технических наук, профессор.
Специалист в области теории, техники и технологии прокатного производства. Автор более 80 научных трудов, в том числе 6 монографий, а также ряда изобретений.

## Биография
Родился 30 мая 1918 года в селе Новопетропавловка (позже — село Каражар, ныне не существуют) Акмолинской области Советской России.

### Образование
В 1942 году окончил Магнитогорский горно-металлургический институт (МГМИ, ныне Магнитогорский государственный технический университет) по специальности «обработка металлов давлением». В 1958 году в Московском институте стали и сплавов Литовченко защитил кандидатскую диссертацию на тему «Исследование процесса прокатки периодических профилей арматурной стали». В 1969 году по совокупности научных трудов ему была присвоена учёная степень доктора технических наук. Учёное звание профессора получил в этом же году. Своими учителями Н. В. Литовченко считает академика И. М. Павлова, а также профессоров М. И. Бояршинова и Н. Е. Скороходова.

### Деятельность
С 1946 года Никита Васильевич Литовченко работал в Магнитогорском горно-металлургическом институте: сначала в должности ассистента, затем доцента и с 1963 года — в должности профессора кафедры обработки металлов давлением (в 1975—1976 годах был заведующим этой кафедры). С 1976 году был приглашён на работу и до конца жизни являлся профессором также кафедры обработки металлов давлением Липецкого политехнического института (ЛПИ, ныне Липецкий государственный технический университет).
За период своей научно-технической деятельности занимался вопросами прокатки толстолистовой стали, настройки прокатных станов, технологии прокатки и анализа технико-экономических показателей работы непрерывных мелкосортных и проволочных станов, калибровки валков и технологии прокатки различных профилей арматурной стали. На основе его решений проектировался ряд прокатных станов, установленных как на заводах внутри страны — в Магнитогорске, Кривом Роге, Череповце и Челябинске, так и за рубежом — в Польше, Китае, Болгарии и Индии. Он неоднократно бывал в зарубежных командировках на Кремиковском металлургическом комбинате в Болгарии (1965), на металлургических заводах в ГДР и Чехословакии (1968), а также Швеции (1970). Являлся членом КПСС.
Умер в 1992 году в Липецке.
Был награждён орденом «Знак Почёта» и медалями, в том числе «За доблестный труд в Великой Отечественной войне 1941—1945 гг.».